# Adolf Reinach
Adolf Bernhard Philipp Reinach (23. december 1883 – 16. november 1917) var en tysk filosof, fænomenolog (tilhørende München-fænomenologerne) og retsfilosof.

## Liv og værk
Adolf Reinach blev født ind i en en prominent jødisk familie fra Mainz, Tyskland, den 23. december 1883.
Adolf Reinach studerede på Ostergymnasium i Mainz (hvor han blev interesseret i Platon) og studerede senere på Münchens universitet. I 1901 studerede han hovedsageligt psykologi og filosofi under Theodor Lipps. Blandt Lipps' elever kom han i kontakt med Moritz Geiger, Otto Selz, Aloys Fischer og især med Johannes Daubert. Fra 1903/4 arbejdede han især med Edmund Husserls filosofi, især hans Logische Untersuchungen (Logiske undersøgelser).
I 1904 fik Reinach sit doktorat i filosofi under Lipps med afhandlingen Über den Ursachenbegriff im geltenden Strafrecht (Om årsagsbegrebet i straffeloven). I 1905 ønskede han at fortsætte sine studier i München (hvor han i mellemtiden var blevet ven med Alexander Pfänder), for at opnå en grad i jura, men han bestemte sig i stedet for at tage til Göttingen og studere under Husserl. I den periode havde flere af Lipps' studerende (under Dauberts tilskyndelse) opgivet München og var i stedet taget til Göttingen. Dette kaldes Müncheninvasionen af Göttingen.
Senere i 1905 vendte Reinach tilbage til München for at afslutte sine jurastudier, og han fortsatte derefter i 1906-1907 i Tübingen. Han overværede flere forelæsninger og seminarer om strafferet af retsteorikeren Ernst Beling, som han blev fascineret af, og hvorfra meget af hans senere arbejde er inspireret. I sommeren 1907 tog han statseksamen i jura, men han var også en periode i Göttingen for at deltage i diskussionscirkler med Husserl.
Med Husserls hjælp fik Reinach habilitation ved universitetet i Göttingen i 1909. Fra Reinachs undervisning og forskning kan man se, at han på det tidspunkt også var påvirket af Anton Marty and Johannes Daubert, ud over naturligvis Husserl. Reinach lader til at have inspireret flere unge fænomenologer som Wilhelm Schapp, Dietrich von Hildebrand, Alexandre Koyré and Edith Stein med sin egen undervisning. Ud over at introducere til fænomenologi, underviste Reinach om Platon og Immanuel Kant.
I denne periode iværksatte Husserl en grundig revison af sit hovedværk, Logiske undersøgelser, og bad om Reinachs hjælp til projektet. Endvidere startede Reinach, sammen med Moritz Geiger og Alexander Pfänder, i 1912 det berømte tidsskrift Jahrbuch für Philosophie und phänomenologische Forschung med Husserl som hovedredaktør.
Udover sit arbejde med fænomenologi og anden filosofi, udarbejdede Reinach en forløber til teorien om talehandlinger af Austin and Searle: Die apriorischen Grundlagen des bürgerlichen Rechtes (The A Priori Foundations of Civil Law) er en systematisk behandling af performative ytringer og a priori begrundelser af den civile ret. Reinachs arbejde var hovedsageligt baseret på Husserls analyser af mening i Logiske undersøgelser, men også på Dauberts kritik af den. I den samme periode udførte Alexander Pfänder (1870–1941) også forskning om ordrer, løfter o. lign.
Efter Husserls offentliggørelse af Ideen (Ideer) i Jahrbuch i 1913, indtog mange fænomenologer en kritisk holdning til hans nye teorier, og bølgen af München-fænomenologi opstod som reaktion mod Ideer, da Reinach, Daubert og andre valgte at forblive tættere på Husserls tidligere filosofi, hans Logiske undersøgelser. I stedet for at følge Husserl i idealisme og transcendental fænomenologi forblev München gruppen forbundet til realistisk fænomenologi.
Reinach havde konverteret til lutheranisme sammen med sin kone.
Ved udbruddet af Første Verdenskrig meldte Reinach sig frivilligt til hæren. Efter at have deltaget i mange slag, og at have modtaget Jernkorset, faldt Reinach i kamp udenfor [Diksmuide] i Flandern den 16. november 1917.

## Udvalgte værker
- Über den Ursachenbegriff im geltenden Leipzig: J. A. Barth 1905, Engelsk oversættelse: "On the Concept of Causality in the Criminal Law Arkiveret 12. oktober 2016 hos  Wayback Machine," Libertarian Papers 1, 35 (2009).
- "William James und der Pragmatismus," i Welt und Wissen. Hannoversche Blätter für Kunst, Literatur und Leben  (198): 45-65 1910.
- "Kants Auffassung des Humeschen  Problems" i Zeitschrift für Philosophie und philosophische Kritik 141: 176-209 1911.
- "Die obersten Regeln der Vernunftschlüsse  bei Kant" i Kant Studien 16: 214-233 1911.
- Zur Theorie des negativen Urteils. i Münchener  Philosophische Abhandlungen. Festschrift für Theodor Lipps.  Red. A. Pfänder. Leipzig: J. A. Barth 1911. pp. 196–254
- "Die Überlegung: ihre ethische und  rechtliche Bedeutung I" i Zeitschrift für Philosophie und  philosophische Kritik 148: 181-196 1912.
- "Die Überlegung: ihre ethische und  rechtliche Bedeutung II" i Zeitschrift für Philosophie und  philosophische Kritik 149: 30-58 1913.
- "Die apriorischen Grundlagen des bürgerlichen  Rechtes" i Jahrbuch für Philosophie und phänomenologische Forschung  1: 685-847 1913.
  - Også som særudgave (Sonderdruck), Verlag von Max Niemeyer, Halle a. d. S. (pp. 1–163), 1913.
  - Genudgivet som: "Zur Phänomenologie des Rechts. Die apriorischen Grundlagen des bürgerlichen Rechts" (forord af Anna Reinach) Munchen, Kösel, 1953.
- "Paul Natorps 'Allgemeine Psychologie  nach kritischer Methode'" i Göttingische gelehrte Anzeigen  4: 193-214 1914.

Hans samlede værker: Sämtliche Werke. Kritische Ausgabe  mit Kommentar (in two volumes) München: Philosophia Verlag 1989. Udg. K. Schuhmann & B. Smith. Nogen on-line texter og oversættelser af Reinachs værker kan findes her.